# به عشق تو قسم می‌خورم (فیلم ۱۹۸۲)
به عشق تو قسم می‌خورم (به هندی: Sanam Teri Kasam) فیلمی محصول سال ۱۹۸۲ و به کارگردانی نارندرا بدی است. در این فیلم بازیگرانی همچون کمال حسن، رینا روی، قادرخان، رانجیت ایفای نقش کرده‌اند.